# الكأس السلطانية 1931
كَأْسُ السُّلْطَانِ حُسَين 1931 هي النُّسْخة الخامِسة عَشَر من بُطولة كَأْس السُّلطان حُسَين. لُعبت البُطولة في عام 1931، وفاز بها الأهلي بعد فوزه في النهائي على التِّرْسانة بنَتيجة 1–0.